# پرسی آدامز (بازیکن فوتبال)
پرسی آدامز (انگلیسی: Percy Adams; ۱۲ ژوئیهٔ ۱۹۱۴ – ۱۹۸۴ (۶۹−۷۰ سال)) بازیکن فوتبال اهل بریتانیا بود.
از باشگاه‌هایی که در آن بازی کرده‌است می‌توان به باشگاه فوتبال مکلسفیلد تاون و باشگاه فوتبال پورت ویل اشاره کرد.